# Liste des municipalités de Coahuila

Armoiries de l'État de Coahuila de Zaragoza

L'État de Coahuila est divisé en 38 municipalités. La capitale est Saltillo.

## Liste des municipalités et des codes INEGI associés
Le code INEGI complet de la municipalité comprend le code de l'État - 05 - suivi du code de la municipalité. Exemple : Acuña = 05002. Chaque localité de la municipalité a son propre code INEGI, ainsi de chef-lieu de la municipalité d'Acuña, Ciudad Acuña = 050020001

État de Coahuila de Zaragoza

Municipalités de Coahuila

| Code INEGI | Municipalité              | Chef-lieu de la municipalité | Date de création |
| ---------- | ------------------------- | ---------------------------- | ---------------- |
| 001        | Abasolo                   | Abasolo                      | 1827             |
| 002        | Acuña                     | Ciudad Acuña                 | 1890             |
| 003        | Allende                   | Allende                      | 1827             |
| 004        | Arteaga                   | Arteaga                      | 1866             |
| 005        | Candela                   | Candela                      | 1890             |
| 006        | Castaños                  | Castaños                     | 1916             |
| 007        | Cuatro Ciénegas           | Cuatro Ciénegas              | 1827             |
| 008        | Escobedo                  | Escobedo                     | 1905             |
| 009        | Francisco I. Madero       | Francisco I. Madero          | 1936             |
| 010        | Frontera                  | Ciudad Frontera              | 1927             |
| 011        | General Cepeda            | General Cepeda               | 1892             |
| 012        | Guerrero                  | Guerrero                     | 1827             |
| 013        | Hidalgo                   | Hidalgo                      | 1886             |
| 014        | Jiménez                   | Jiménez                      | 1875             |
| 015        | Juárez                    | Juárez                       | 1874             |
| 016        | Lamadrid                  | Lamadrid                     | 1912             |
| 017        | Matamoros                 | Matamoros de la Laguna       | 1864             |
| 018        | Monclova                  | Monclova                     | 1827             |
| 019        | Morelos                   | Morelos                      | 1827             |
| 020        | Múzquiz                   | Santa Rosa de Múzquiz        | 1832             |
| 021        | Nadadores                 | Nadadores                    | 1866             |
| 022        | Nava                      | Nava                         | 1827             |
| 023        | Ocampo                    | Ocampo                       | 1890             |
| 024        | Parras                    | Parras de la Fuente          | 1827             |
| 025        | Piedras Negras            | Piedras Negras               | 1850             |
| 026        | Progreso                  | Progreso                     | 1878             |
| 027        | Ramos Arizpe              | Ramos Arizpe                 | 1850             |
| 028        | Sabinas                   | Sabinas                      | 1906             |
| 029        | Sacramento                | Sacramento                   | 1862             |
| 030        | Saltillo                  | Saltillo                     | 1827             |
| 031        | San Buenaventura          | San Buenaventura             | 1827             |
| 032        | San Juan de Sabinas       | Nueva Rosita                 | 1869             |
| 033        | San Pedro de las Colonias | San Pedro de las Colonias    | 1873             |
| 034        | Sierra Mojada             | Sierra Mojada                | 1869             |
| 035        | Torreón                   | Torreón                      | 1893             |
| 036        | Viesca                    | Viesca                       | 1830             |
| 037        | Villa Unión               | Villa Unión (en)             | 1927             |
| 038        | Zaragoza                  | Zaragoza                     | 1827             |